# För var och en ni dömer kommer tio till
För var och en ni dömer kommer tio till är en svensk svartvit dokumentärfilm från 1973 i regi av Göran du Rées och Ulf Wideström och med foto av du Rées.
Filmen handlar om den konferens om världshandeln som hölls i Göteborg i anslutning till vilken demonstrationer ägde rum. Filmen följer även de rättegångar som följde händelsen.

### Fotnoter
1. 1 2  ”För var och en ni dömer kommer tio till”. Svensk Filmdatabas. http://sfi.se/sv/svensk-filmdatabas/Item/?itemid=4908&type=MOVIE&iv=Basic&ref=/templates/SwedishFilmSearchResult.aspx?id%3d1225%26epslanguage%3dsv%26searchword%3dF%C3%B6r+var+och+en+ni+d%C3%B6mer+kommer+tio+till%26type%3dMovieTitle%26match%3dBegin%26page%3d1%26prom%3dFalse. Läst 29 april 2013.